# Jan Siewert
Jan Siewert (* 23. August 1982 in Mayen) ist ein ehemaliger deutscher Fußballspieler und heutiger -trainer.

## Karriere

### Als Spieler
Siewert wurde im rheinland-pfälzischen Mayen geboren und spielte bis zu seinem Karriereende mit 27 Jahren in drei verschiedenen Mannschaften in der Verbandsliga Rheinland und der Oberliga Südwest. Er wurde bevorzugt im Mittelfeld eingesetzt. Mit dem TuS Mayen nahm er an der 1. Hauptrunde des DFB-Pokals 2004/05 teil.

### Als Funktionär
Bereits wenige Monate nach dem Ende seiner Laufbahn als Spieler fand der junge Siewert als Sportlicher Leiter und Stützpunktkoordinator des Fußballverbandes Rheinland eine Anstellung beim DFB, diese Ämter hatte er bis Juni 2015 inne.

### Als Trainer
An der Hennes-Weisweiler-Akademie zu Köln schloss Siewert 2013 seinen Lehrgang zum Fußballlehrer unter anderem neben Otto Addo und André Breitenreiter ab. Seine ersten Erfahrungen als Trainer sammelte er ebenfalls beim DFB, bei dem er für insgesamt zwei Jahre unter den Cheftrainern der U17- und U18-Junioren tätig war. Seine erste Station als Cheftrainer war Rot-Weiss Essen in der Regionalliga-Saison 2015/16; er wurde mit der Mannschaft Zwölfter.
Nach einem weiteren Jahr beim VfL Bochum übernahm er im Juli 2017 die U23 des Bundesligisten Borussia Dortmund von Daniel Farke, der zu Norwich City wechselte. In seiner ersten Saison wurde er mit der Mannschaft Vierter und spielte über weite Strecken um den Aufstieg in die dritte Liga mit.
Im Januar 2019 bat Siewert um eine Vertragsauflösung, um den englischen Erstligisten Huddersfield Town als Nachfolger von David Wagner, ebenfalls ehemaliger U23-Trainer des BVB, zu trainieren. Der Klub befand sich mit wenigen Ausnahmen seit Saisonbeginn in der Abstiegszone. Bereits nach dem 32. Spieltag stand Huddersfield Town als erster Absteiger in die zweitklassige EFL Championship fest. Seit Derby County in der Saison 2007/08 war dies keiner Mannschaft mehr so früh widerfahren. Nachdem auch der Start in die Zweitligasaison 2019/20 mit nur einem Punkt aus drei Spielen misslungen war, wurde Siewert unmittelbar nach einer 1:2-Niederlage gegen den FC Fulham am 17. August 2019 entlassen.
Ab 1. Juli 2020 war Siewert Junioren-Cheftrainer im Nachwuchsleistungszentrum des 1. FSV Mainz 05. Am 29. Dezember 2020 übernahm er nach der Freistellung von Jan-Moritz Lichte interimsweise die Bundesligamannschaft, die nach dem 13. Spieltag der Saison 2020/21 mit 6 Punkten auf dem 17. Platz stand. Siewert betreute die Mannschaft bei der 2:5-Niederlage gegen den FC Bayern München am 3. Januar 2021, ehe Bo Svensson als neuer Cheftrainer verpflichtet wurde. Dabei ermöglichte er Finn Dahmen und Merveille Papela ihre Bundesligadebüts.
In der Vorbereitung auf die Regionalliga-Saison 2022/23 übernahm Siewert die U23 der Mainzer von Bartosch Gaul, der Ende Juni 2022 zum polnischen Erstligisten Górnik Zabrze gewechselt war. Seine Tätigkeit als Junioren-Cheftrainer der 05er gab er auf.
Nach dem Rücktritt von Bo Svensson wurde Siewert Anfang November 2023 – zunächst vorübergehend – erneut Trainer der Profimannschaft. Diese stand nach dem 9. Spieltag der Saison 2023/24 mit drei Punkten auf dem letzten Tabellenplatz. Kurz vor Weihnachten 2023 erhielt er einen bis 2026 laufenden Vertrag als Cheftrainer. Am 12. Februar 2024 wurde Siewert als Cheftrainer freigestellt; zu diesem Zeitpunkt stand die Profimannschaft mit 12 Punkten aus 21 Saisonspielen auf dem vorletzten Tabellenplatz.
Im November 2024 wurde er als Nachfolger des Interimstrainers Leonhard Haas Cheftrainer der SpVgg Greuther Fürth. Er übernahm die Mannschaft auf dem 13. Platz und schloss die Hinrunde auf dem 14. Platz ab. Anfang Mai 2025 trennte sich der Verein wieder von ihm, als man zwei Spieltage vor dem Ende der Saison 2024/25 nach sechs sieglosen Spielen in Folge (vier Niederlagen, zwei Unentschieden) nur noch drei Punkte Vorsprung auf den Abstiegsrelegationsplatz hatte.